# Mario Moretti (Terrorist)

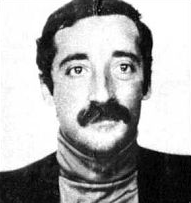
Mario Moretti

Mario Moretti (* 16. Januar 1946 in Porto San Giorgio) ist ein ehemaliger Terrorist der italienischen Roten Brigaden und der Mörder Aldo Moros. 

## Leben
Mario Moretti war Techniker bei Sit-Siemens (Italtel). Er gehörte der obersten Führungsriege der Untergrundorganisation an, zählte jedoch nicht zum Gründerkreis. Nach der Verhaftung von Renato Curcio und  Alberto Franceschini und dem Tod von Margherita Cagol wurde er der neue Anführer der Gruppe. Er war Chef des „Moro-Kommandos“ und bestätigte später in mehreren Interviews, am 9. Mai 1978 den christdemokratischen Politiker Aldo Moro ermordet zu haben.
1981 wurde er zusammen mit Enrico Fenzi in Mailand verhaftet. Durch einen Gnadenakt – er war zu sechsmal lebenslang verurteilt – wurde er vorzeitig aus der Haft entlassen, seit 1994 ist er mit Auflagen in bedingter Freiheit. Er arbeitete zuletzt als Informatiker und war Koordinator in der Datenverarbeitung der Region Lombardei.

## Schriften
- Brigate Rosse. Una storia italiana, 1994 (Interview mit Rossana Rossanda und Carla Mosca)[1]